# Meta Torvalds
Elin Margareta (Meta) Torvalds (* 14. Januar 1922 in Korsholm; † 10. Februar 2012 in Turku) war eine finnlandschwedische Journalistin und Finnlands erste weibliche Chefredakteurin.

## Leben und Wirken
Torvalds wurde in Korsholm geboren, der im Umland der Stadt Vasa (finnisch Vaasa) gelegenen Landgemeinde. Aufgewachsen ist sie jedoch in Nykarleby.
Von 1946 bis 1948 arbeitete sie als Redakteurin bei der Tageszeitung Österbottningen in Gamlakarleby (heute Karleby) in Ostbottnien und ab 1948 bei Åbo Underrättelser, wo sie von 1971 bis 1977 Chefredakteurin und danach bis zu ihrer Pensionierung 1985 zweite Chefredakteurin war. In ihren Leitartikeln behandelte Torvalds oft kirchliche Fragen, und sie gehörte zu den prominentesten Befürwortern der Frauenweihe. Sie leistete auch einen bedeutenden Einsatz für das schwedischsprachige Kulturleben in der zweisprachigen Stadt Åbo (finnisch Turku).
Sie erhielt 1975 den Topelius-Preis, einen Preis für Publizistik in Svenskfinland, dem schwedischsprachigen Finnland. 1983 wurde ihr Kyrkans informationspris („Informationspreis der Kirche“) verliehen und 1985 der Åbolands kulturpris („Kulturpreis von Åboland“). Die Ehrendoktorwürde an der Åbo Akademi erhielt sie 2002.
Seit 1948 war sie mit dem Journalisten und Poeten Ole Torvalds verheiratet.

## Meta-und-Ole-Torvald-Preis
Zu Ehren von Meta und Ole Torvalds und auf Initiative der Zeitung Åbo Underrättelser wurde an Meta Torvalds 70. Geburtstag 1972 der „Meta-und-Ole-Torvald-Fonds“ (Meta och Ole Torvalds fond) bei Svenska kulturfonden gestiftet. Mit einem Preis aus diesem Fonds wird jedes dritte Jahr eine Persönlichkeit ausgezeichnet, um Anstrengungen für die Stärkung der åboländischen Identität zu unterstützen. 2021 betrug das Preisgeld 4500 Euro.